# نقطه مرگ (مجموعه تلویزیونی ۲۰۰۷)
نقطه مرگ (به انگلیسی: The Kill Point) یک سریال تلویزیونی آمریکایی محصول سال ۲۰۰۷ که گروهی از تفنگداران دریایی ایالات متحده را که اخیراً از خدمت در عراق بازگشته‌اند را دنبال می‌کند که با هم گرد هم می‌آیند تا یک سرقت بانکی بزرگ در پیتسبرگ را انجام دهند. این سریال که توسط مندویل فیلمز و لاینزگیت تله‌ویژن تهیه شده‌است.
بیشتر فیلمبرداری در میدان مارکت در مرکز شهر پیتسبرگ انجام می‌شد در حالی که بیشتر فیلمبرداری صحنه صدا در انباری در لاورنسویل، بخشی از پیتسبرگ انجام شد.

## داستان
جیک "آقای ولف" مندز، گروهبان سابق در سپاه تفنگداران دریایی و افرادش، همه اعضای سابق "۱۰–۱۳"، یک جوخه نظامی که در عملیات‌های جنگی در عراق و افغانستان شرکت داشتند، وارد یک بانک می‌شوند و از آن سرقت می‌کنند. در بیرون، در راه رفتن به سمت ماشین فرار، توسط نیروهای هوشیار، مجری قانون و نیروهای امنیتی خصوصی به آنها شلیک می‌شود. هنگامی که راننده فراری مجروح شده و وسیله نقلیه آنها از کار افتاده‌است، مجبور به عقب‌نشینی به داخل بانک می‌شوند، مشتریان بانک را گروگان می‌گیرند. کاپیتان هورست کالی، مذاکره کننده گروگان، در حالی که عناصر "۱۰–۱۳" بیرون از بانک و پدر یکی از گروگان‌ها برای کمک به فرار آقای ولف و تیمش کار می‌کنند، تلاش می‌کند تا به درگیری پایان دهد.

## لغو سریال
وجود رتبه‌بندی سالم و رسیدن به جمعیت هدف بینندگان مرد، اسپایک تصمیم گرفت سریال را برای فصل دوم تمدید نکند.

## نمایش خانگی
این سریال در سال ۲۰۰۸ به صورت دی‌وی‌دی در انگلستان منتشر شد.

## بازخوردها
منتقدان این سریال را آشنا اما قابل تماشا توصیف کرده‌اند. مقایسه‌هایی با سری فیلم‌های سرقت بانک در دهه ۱۹۷۰ انجام شده‌است.